# میرکو لیپاری
میرکو لیپاری (انگلیسی: Mirco Lipari؛ زادهٔ ۱۹ ژوئیهٔ ۲۰۰۲) بازیکن فوتبال است.
وی همچنین در تیم‌های ملی فوتبال زیر ۱۵ سال ایتالیا، زیر ۱۶ سال ایتالیا، و زیر ۱۷ سال ایتالیا بازی کرده‌است.